# Yunju-Tempel

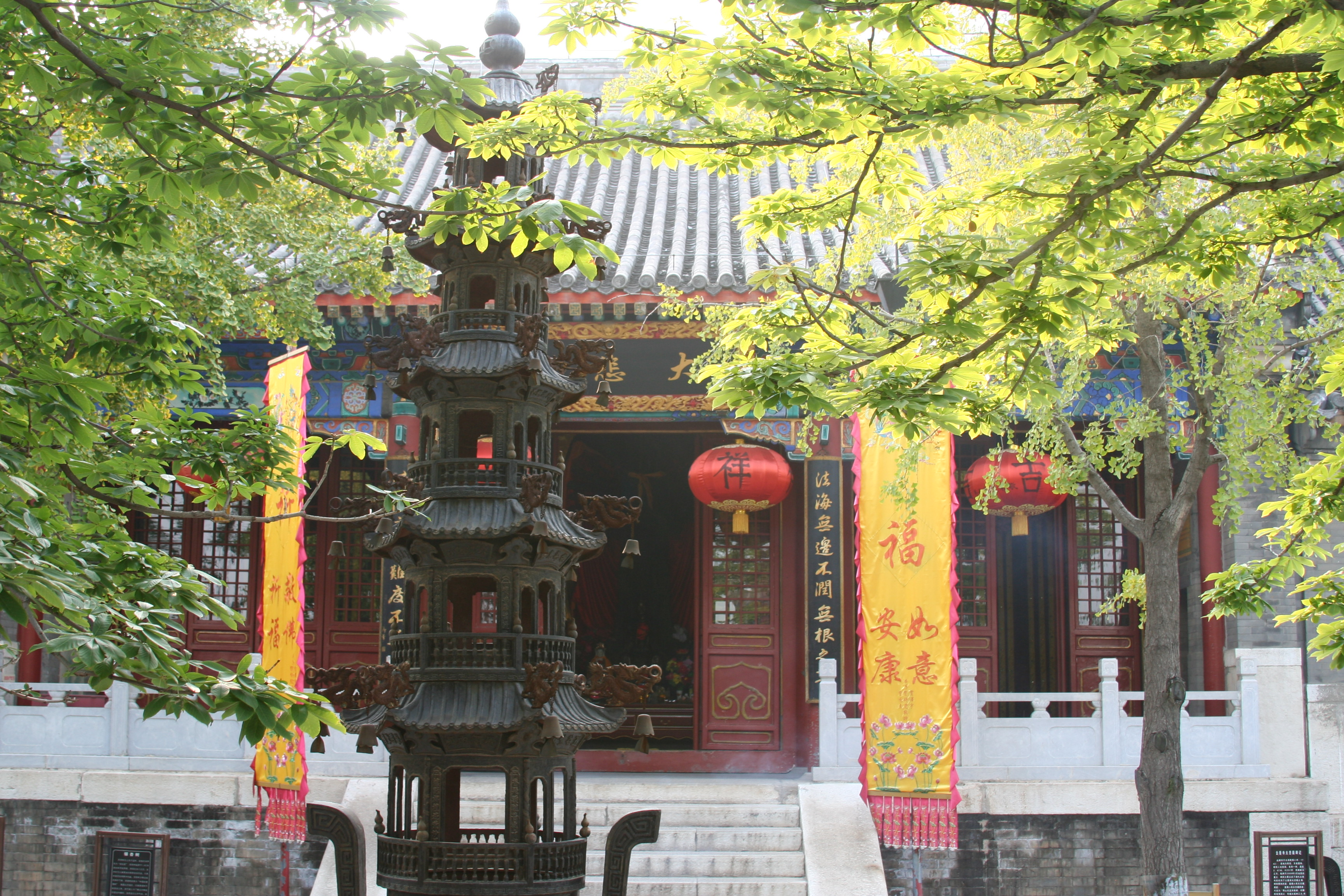
Avalokitesvara-Halle, Yunju-Tempel

Das Yunju-Kloster/Wolkenheimkloster bzw. der Yunju-Tempel (chinesisch 雲居寺 / 云居寺, Pinyin Yúnjū sì, englisch Yunju Temple / Cloud Dwelling Monastery) in der Großgemeinde Dashiwo (chinesisch 大石窝镇) des Pekinger Stadtbezirks Fangshan, etwa 75 km südwestlich von Peking, ist ein berühmtes buddhistisches Kloster, in dessen Schrein wertvolle buddhistische Relikte aufbewahrt worden sind, darunter „Knochen des Shakyamuni“.
Auf ca. 15.000 Steintafeln sind buddhistische Sutras aus im ganzen über 20 Millionen Schriftzeichen eingraviert, – eine Arbeit die im 7. Jahrhundert am Ende der Sui- und zu Anfang der Tang-Dynastie begonnen wurde und bis in die Zeit der Liao-/Kitan- (907–1125) und Jin-/Dschurdschen-Dynastie (1125–1234) fortgesetzt wurde. Aus Angst vor Zerstörung vergruben die Mönche diese steinernen Texte dann in Erdhöhlen und in Berghöhlen, darunter die berühmte Donnerklanghöhle (雷音洞,  Leiyindong).
Die Pagode und Steintafel-Sutras des Yunju-Tempels im Stadtbezirk Fangshan (房山云居寺塔及石经,  Fangshan Yunjusi ta ji shijing, englisch Yunju Temple Pagoda and Stone Sutras at Fangshan) stehen seit 1961 auf der Liste der Denkmäler der Volksrepublik China in Peking (1–66).
Es wurden dort auch Inschriften aus dem nestorianischen (chin. Jingjiao) „Kreuzkloster“ (十字寺,  Shizisi, englisch Monastery of the Cross) aus der Zeit der Mongolen-Herrschaft entdeckt (heute im Nanjing-Museum aufbewahrt).